# Château de Hitoyoshi
Le château de Hitoyoshi (人吉城, Hitoyoshi-jō) est un château japonais, situé dans la ville de Hitoyoshi (préfecture de Kumamoto), au Japon. Le château d'Hitoyoshi est fondé par Sagara Nagayori, un vassal de Minamoto Yoritomo, en 1198.
Vers 1587, le château est rénové à l'initiative de Sagara Nagatsune (ja), sur le domaine privé du clan Sagara, établi depuis l'époque de Kamakura (1185-1333). La famille Sagara a été propriétaire de ces terres et du château pendant près de 700 ans.